# 커트 휴고 슈나이더
커트 휴고 슈나이더(Kurt Hugo Schneider, 1988년 9월 7일 ~ )는 미국의 영상 콘텐츠 제작자이자 싱어송라이터이다. 주로 샘 추이와 함께 유튜브에서 활동한다.